# Перл-Рівер (Луїзіана)
Перл-Рівер (англ. Pearl River) — місто (англ. town) в США, в окрузі Сент-Таммані штату Луїзіана. Населення — 2565 осіб (2020).

## Географія
Перл-Рівер розташований за координатами 30°22′17″ пн. ш. 89°45′1″ зх. д. / 30.37139° пн. ш. 89.75028° зх. д. (30.371392, -89.750399).  За даними Бюро перепису населення США в 2010 році місто мало площу 9,25 км², з яких 9,04 км² — суходіл та 0,21 км² — водойми. В 2017 році площа становила 9,74 км², з яких 9,54 км² — суходіл та 0,19 км² — водойми.

## Демографія
Згідно з переписом 2010 року, у місті мешкало 2506 осіб у 949 домогосподарствах у складі 655 родин. Густота населення становила 271 особа/км².  Було 1033 помешкання (112/км²).
Расовий склад населення:
| - 93,1 % — білих - 2,9 % — чорних або афроамериканців - 0,8 % — корінних американців - 0,4 % — азіатів - 1,0 % — осіб інших рас |

До двох чи більше рас належало 1,9 %. Частка іспаномовних становила 3,4 % від усіх жителів.
За віковим діапазоном населення розподілялося таким чином: 24,0 % — особи молодші 18 років, 62,4 % — особи у віці 18—64 років, 13,6 % — особи у віці 65 років та старші. Медіана віку мешканця становила 39,1 року. На 100 осіб жіночої статі у місті припадало 96,9 чоловіків;  на 100 жінок у віці від 18 років та старших — 92,5 чоловіків також старших 18 років.
Середній дохід на одне домашнє господарство  становив 65 871 долар США (медіана — 46 771), а середній дохід на одну сім'ю — 76 027 доларів (медіана — 56 607). Медіана доходів становила 47 000 доларів для чоловіків та 35 250 доларів для жінок. За межею бідності перебувало 15,9 % осіб, у тому числі 27,9 % дітей у віці до 18 років та 3,6 % осіб у віці 65 років та старших.
Цивільне працевлаштоване населення становило 1001 особа. Основні галузі зайнятості: роздрібна торгівля — 21,4 %, освіта, охорона здоров'я та соціальна допомога — 19,0 %, будівництво — 12,3 %, мистецтво, розваги та відпочинок — 9,2 %.